# Baie Verte Peninsula
Baie Verte Peninsula är en halvö i Kanada.   Den ligger i provinsen Newfoundland och Labrador, i den östra delen av landet, 1 500 km öster om huvudstaden Ottawa.
I omgivningarna runt Baie Verte Peninsula växer i huvudsak barrskog. Trakten runt Baie Verte Peninsula är nära nog obefolkad, med mindre än två invånare per kvadratkilometer.